# Sông Đắk Lua
Sông Đắk Lua là một con sông đổ ra Sông Đồng Nai. Sông có chiều dài 39 km và diện tích lưu vực là 208 km². Sông Đắk Lua chảy qua các tỉnh Đồng Nai, Bình Phước..

## Chỉ dẫn
1. ↑  Trong tiếng các dân tộc thuộc nhóm ngôn ngữ Môn-Khmer ở Tây Nguyên và trong tiếng Việt cổ (trước thế kỷ 16, xem Chữ Nôm) thì đăk đã có nghĩa là nước, sông, suối, còn krông nghĩa là sông.